# Tzvia Greenfeld

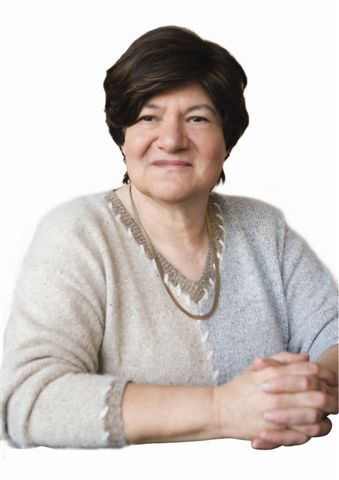
Tzvia Greenfeld

Tzvia Greenfeld (hebräisch צביה גרינפלד‎; * 1945 in Jerusalem) ist eine israelische Politikerin und war Mitglied der Knesset für die Meretz-Jachad. Sie war die erste weibliche ultraorthodoxe Knesset-Abgeordnete.
Greenfeld wurde 1945 in Jerusalem geboren. Sie wuchs in einer ultraorthodoxen Familie auf und besuchte die Bet-Ja'akov-Schulen. Sie erwarb einen Master in Philosophie und Geschichte an der Hebräischen Universität Jerusalem und wurde später in politischer Philosophie promoviert.
2006 entschied sie sich für eine politische Karriere. Sie wurde auf den sechsten Platz der Meretz-Liste für die 17. Knesset gewählt. Die Meretz erhielt bei der Wahl 2006 nur fünf Sitze. Am 4. November 2008 löste sie Jossi Beilin, der sich aus der Politik zurückziehen wollte, ab und wurde die erste ultraorthodoxe Frau in der Knesset. Vor den Wahlen 2009 gewann sie wieder den sechsten Platz auf der Meretz-Liste, konnte aber nicht wieder in die Knesset einziehen, da ihre Partei bei der Wahl im Februar 2009 nur noch drei Sitze erhielt.

## Nachweise
1. ↑  Knesset swears in first haredi woman (hebräisch)
2. ↑  Left-wing firebrand via haredi seminary (Seite nicht mehr abrufbar, festgestellt im Mai 2019. Suche in Webarchiven)  Info: Der Link wurde automatisch als defekt markiert. Bitte prüfe den Link gemäß Anleitung und entferne dann diesen Hinweis.